# 埃斯蒙德·布拉德利·馬丁
埃斯蒙德·布拉德利·馬丁（英語：Esmond Bradley Martin，1941年4月17日—2018年2月4日）是美國的知名野生動物保護人士，曾擔任聯合國犀牛保護特使。他曾親自偽裝成黑市買家，深入亞洲地區的中國大陸、香港、越南、寮國等地調查與記錄象牙和犀牛角的黑市交易。
據英國BBC報導，他所進行的調查工作促成了中國分別在1993年及2017年發布犀牛角貿易禁和象牙貿易禁令。
2018年2月4日，馬丁在他位於肯尼亞的家中遇害，享壽76歲。

## 生平

### 早年
1941年，馬丁出生於美國紐約市，是埃斯蒙德·布拉德利和埃德溫娜·馬丁的兒子。1959年畢業於布魯克斯學校。1964年獲得亞利桑那大學的理學學士學位，並於1970年自利物浦大學獲得哲學博士學位。

### 野生動物保育
20世紀70年代，馬丁於自美國移居肯亞奈洛比，當時非洲的大象已遭到大量獵殺。
在肯亞「拯救大象組織」（Save the Elephants）的贊助之下，數十年來馬丁和他的妻子克莉希·馬丁及同事露西·瓦因於世界各地旅行，撰寫並發表多份調研報告以揭發國際野生動物非法貿易市場的黑幕。他還跟妻子克莉希合著《快跑，犀牛》等多本著作。
2017年，馬丁發表一份報告，認為寮國是「全球象牙貿易增長最快的國家」。

### 遇害
2018年2月4日，馬丁被發現陳屍在他位於肯亞首都奈洛比的家中，頸部有著一處刀傷，據判是被人刺殺身亡。據報導，馬丁遇害前剛從緬甸歸來，正在撰寫調查報告。
許多野生動物保護人士及組織在得知消息後，紛紛對馬丁的遇害表示哀悼。動物保育團體野生動物直接組織的執行長保拉·卡罕布表示，馬丁的逝世對動物保育而言「是重大損失」。

## 榮譽
- 2019年，布魯克斯學校的傑出校友獎。由其當年的室友代表領獎[11]。